# It Takes a Nation of Millions to Hold Us Back
It Takes a Nation of Millions to Hold Us Back (в пер. з англ. Щоб стримати нас, буде потрібна багатомільйонна нація) — другий студійний альбом американського реп-гурту Public Enemy, випущений 14 квітня 1988 на Def Jam Recordings. Платівка зайняла 42 місце в американському чарті Billboard 200 і восьме — в британському хіт-параді. У 2003 році диск зайняв 48-е місце у Списку 500 найкращих альбомів усіх часів за версією журналу Rolling Stone; це найвища позиція в даному рейтингу для альбому напрямку хіп-хоп.

## Список композицій
| #   | Назва                               | Тривалість |
| --- | ----------------------------------- | ---------- |
| 1.  | «Countdown to Armageddon»           | 1:42       |
| 2.  | «Bring the Noise»                   | 3:45       |
| 3.  | «Don’t Believe the Hype»            | 5:19       |
| 4.  | «Cold Lampin’ with Flavor»          | 4:17       |
| 5.  | «Terminator X to the Edge of Panic» | 4:31       |
| 6.  | «Mind Terrorist»                    | 1:21       |
| 7.  | «Louder Than a Bomb»                | 3:38       |
| 8.  | «Caught, Can We Get a Witness?»     | 4:53       |
| 9.  | «Show ’Em Whatcha Got»              | 1:56       |
| 10. | «She Watch Channel Zero?!»          | 3:49       |
| 11. | «Night of the Living Baseheads»     | 3:14       |
| 12. | «Black Steel in the Hour of Chaos»  | 6:23       |
| 13. | «Security of the First World»       | 1:20       |
| 14. | «Rebel Without a Pause»             | 5:02       |
| 15. | «Prophets of Rage»                  | 3:18       |
| 16. | «Party for Your Right to Fight»     | 3:24       |